# 佐藤剛 (音楽プロデューサー)
佐藤 剛（さとう ごう、男性、1952年1月21日 - 2023年6月20日）は、日本の音楽プロデューサー、ノンフィクション作家。岩手県盛岡市出身。幼稚園から高校までを宮城県仙台市で育つ。明治大学文学部演劇科卒。

## 経歴
- 1974年、ミュージック・ラボ入社。雑誌『週刊ミュージック・ラボ』の営業・編集に携わる。
- 1977年から新興音楽出版社（現・シンコーミュージック・エンタテイメント）にて甲斐バンドのマネージメントを担当する。
- 1981年、甲斐バンドと共に独立。事務所社長兼マネージャーとして1986年の解散まで彼らを支えた。
- 1982年、株式会社ファイブ・ディーを設立。1988年より本格的に音楽プロデュース業を始め、THE BOOM、ヒートウェイヴ、中村一義、小野リサ、SUPER BUTTER DOGなど、数多くのアーティストの作品、ライブ、イベントをプロデュースしている。
- 1988年、マイケル・ジャクソン自伝『ムーンウォーク』邦訳担当者として田中康夫を起用する。ファイブ・ディーとしての最初の仕事となる[2][リンク切れ][3]。
- 2004年
  - CCCD（コピーコントロールCD）に関して、「ファイブ・ディーではCCCDでリリースする予定はない」という趣旨の発言をした[4]。
  - 自身が中心となって“J-Standard”という概念を提唱し[5]、ライブイベントの企画・実行やコンピレーションアルバムのリリースを行なった。
- 2007年
  - 株式会社トリワークスと共にデコレ村本舗株式會社を設立。「デコレ村の絵文字たち」のキャラクター展開に、ゼネラルプロデューサーとして携わる。
  - 怪談「牡丹燈籠」をモチーフに、中村中と江戸糸繰り人形がコラボレーションした“怪談ライブ”「牡丹燈籠」をプロデュース。2007年12月〜2008年1月にかけ、パリと東京の2ヶ所で公演を行なった。
- 2008年、演出家・久世光彦の名エッセイ「マイ・ラスト・ソング」を、朗読・小泉今日子、歌・浜田真理子で舞台化。世田谷パブリックシアターにて公演した。
- 2009年、アルバム『The Singer』（J-Min）、アルバム『いきる／由紀さおり』（由紀さおり）をプロデュース。11月、中村八大、いずみたく、浜口庫之助といった日本のポップスに大きな足跡を遺した作曲家のナンバーを取り上げるイベント“スタンダードナンバー ～オトナの歌謡曲～”を新宿文化センターで開催した。
- 2010年より、インスト・バンドソノダバンドの活動をサポートするようになる。10月発売のメジャーデビューアルバム『ルネサンス』をプロデュース。
- 2011年2月に開催された、美空ひばりの二十三回忌にちなんだイベント「HIBARI 7 DAYS」をプロデュース。
- 2011年7月、「上を向いて歩こう」の誕生とヒットについて書いたノンフィクション『上を向いて歩こう』を岩波書店から出版。
- 2011年10月発売の由紀さおり&ピンク・マルティーニ「1969」にて、シニア・プロデューサーを務める。
- 2019年12月4日発売の西田あい2ndカバーアルバム『アイランド・ソングス～私の好きな愛の唄～』のプロデュースを担当。
- 2023年6月20日、大腸がんのため闘病中だったが71歳で死去[6][7][8]。

## 著作
- 神様がやってきた! 落合昇平 作,デコレ村図書, 念力 絵,佐藤剛 監修 デコレ村本舗 2008(デコレ村の絵文字たちシリーズ)
- デコレの子守唄 金谷ジーナ 作,デコレ村図書, 念力 絵,佐藤剛 監修 デコレ村本舗 2008(デコレ村の絵文字たちシリーズ)
- 上を向いて歩こう 佐藤剛 著 岩波書店  2011
  - 上を向いて歩こう : 奇跡の歌をめぐるノンフィクション 佐藤剛 著 小学館  2015(小学館文庫)
- 「黄昏のビギン」の物語 : 奇跡のジャパニーズ・スタンダードはいかにして生まれたか 佐藤剛 著 小学館  2014(小学館新書)
- 歌えば何かが変わる : 歌謡の昭和史 篠木雅博, 佐藤剛 著,徳間ジャパンコミュニケーションズ「微風」編集部 編 徳間書店  2015
- 美輪明宏と「ヨイトマケの唄」 : 天才たちはいかにして出会ったのか 佐藤剛 著 文藝春秋  2017
- ウェルカム!ビートルズ : 1966年の武道館公演を実現させたビジネスマンたち 佐藤剛 著 リットーミュージック  2018